# Cerdistus desertorum
Cerdistus desertorum là một loài ruồi trong họ Asilidae. Cerdistus desertorum được Efflatoun miêu tả năm 1934. Loài này phân bố ở vùng Cổ Bắc giới.